# Alive! (Kiss)
Alive! è il quarto album, nonché primo album live della band hard rock statunitense Kiss, pubblicato il 10 settembre 1975.

## Il disco
La rivista Rolling Stone ha inserito questo album al 159º posto della sua lista dei 500 migliori album e anche al sesto posto nella classifica dei cinquanta migliori album live.
Alive! è stato pubblicato dalla Casablanca Records nel tentativo di risollevare le vendite dei primi tre album di studio che non stavano andando benissimo. In virtù di questo la band stava meditando di cambiare casa discografica. L'enorme successo riscosso invece dall'album, che rimarrà in classifica anche più a lungo dei successivi album dei Kiss usciti nel frattempo, servì a rendere immortali brani come Deuce, Strutter e, soprattutto, Rock and Roll All Nite. La band entrò a questo punto nell'Olimpo dei gruppi rock di fama internazionale.
Alive! si distingue dai live album del periodo per una pulizia del suono (dovuta a masterizzazioni successive) e una grinta sul palco impeccabili. Di gran lunga superiori alle versioni originali in studio sono i brani Deuce, aperta dal celebre motto «You wanted the best! You've got the best! The hottest band in the world [...] Kiss!»; Strutter, più potente e vicina alla versione pubblicata nel 1978 in Double Platinum; She, che dura 7 minuti ed è ricca di improvvisazioni e di assoli di Ace Frehley; 100.000 Years eseguita in una versione trascinante di oltre 12 minuti; Rock and Roll All Nite, il punto di massimo delirio della folla e Let Me Go, Rock'n Roll, la degna conclusione con un intermezzo strumentale.

## Tracce
Lato A
1. Deuce – 3:32 (Gene Simmons)
2. Strutter – 3:12 (Paul Stanley, Simmons)
3. Got to Choose – 3:35 (Stanley)
4. Hotter than Hell – 3:11 (Stanley)
5. Firehouse – 3:42 (Stanley)

Lato B
1. Nothin' to Lose – 3:23 (Simmons)
2. C'mon and Love Me – 2:52 (Stanley)
3. Parasite – 3:21 (Ace Frehley)
4. She – 6:42 (Simmons, Stephen Coronel)

Lato C
1. Watchin' You – 3:51 (Simmons)
2. 100,000 Years – 12:10 (Simmons, Stanley)
3. Black Diamond – 5:50 (Stanley)

Lato D
1. Rock Bottom – 4:59 (Frehley, Stanley)
2. Cold Gin – 5:43 (Frehley)
3. Rock and Roll All Nite – 4:23 (Stanley, Simmons)
4. Let Me Go, Rock'n Roll – 5:45 (Stanley, Simmons)

## Formazione
- Gene Simmons – basso, voce solista, cori
- Paul Stanley – chitarra ritmica, voce solista, cori
- Ace Frehley – chitarra solista, cori
- Peter Criss – batteria, voce solista (tracce: B1, C3), cori